# Steve Anderson
Steve Anderson   (Portsmouth, 10 d'abril de 1906 - Seattle, 2 d'agost de 1988) va ser un atleta estatunidenc, especialista en curses de tanques, que va competir durant la dècada de 1920.
El 1928 va prendre part en els Jocs Olímpics d'Amsterdam, on va guanyar la medalla de plata en la prova dels 110 metres tanques del programa d'atletisme.
En el seu palmarès també destaquen tres títols nacionals de l'AAU i el fet d'igualar en quatre ocasions el rècord del món dels 110 metres tanques.

## Millors marques
- 110 metres tanques. 14.4" (1928, 1929 i 1930) Rècord del món[1][2]